# Microhyla kodial
Microhyla kodial là một loài ếch thuộc họ Microhylidae. Nó là loài đặc hữu của thành phố Mangalore, quận Dakshina, bang Karnataka, Ấn Độ. Khám phá này được công bố trên tạp chí Zootaxa vào thứ ba, ngày 16 tháng 5 năm 2018. 

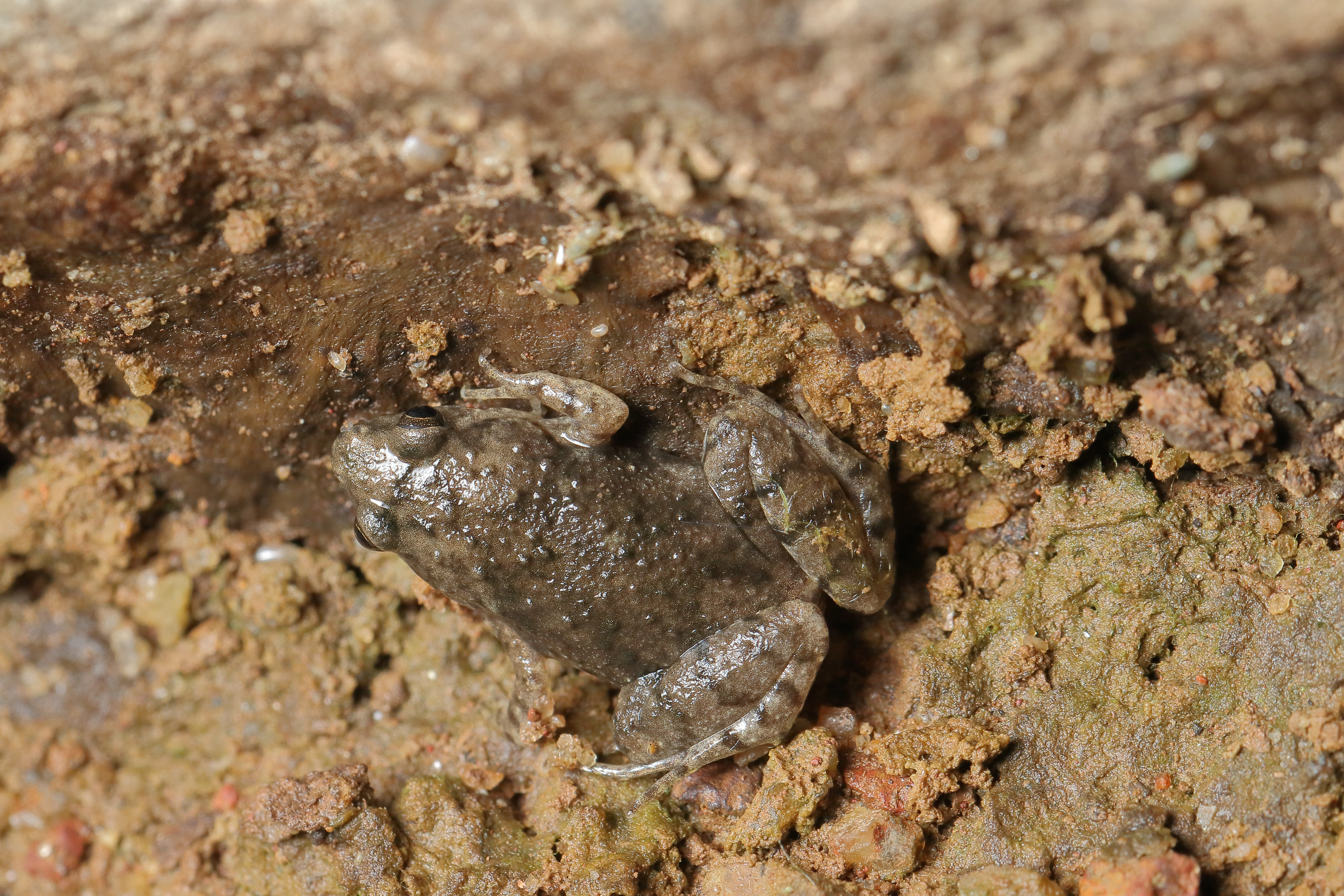